# امودا
امودا (به انگلیسی: Amoda) یک منطقهٔ مسکونی در هند است که در مهاراشترا واقع شده‌است.

## خصوصیات
امودا ۶٬۰۰۰ نفر جمعیت دارد.